# とうきびチョコ
とうきびチョコは、チョコレートをトウモロコシを原料にしたコーンパフにコーティングした菓子。とうきびとは、トウモロコシの地方名。北海道のおみやげの1つであり、北海道の土産の定番との声もある。

## 概要
一般的には、ホワイトチョコレートをコーティングした菓子である。メーカーによっては様々なフレーバーのものが販売される。
ホリの製品が知名度高い。
北海道札幌市白石区に本拠を構える株式会社スノーベルは「元祖とうきびチョコ ホワイト」・「元祖とうきびチョコ スイート」として販売している。

## 主な製品

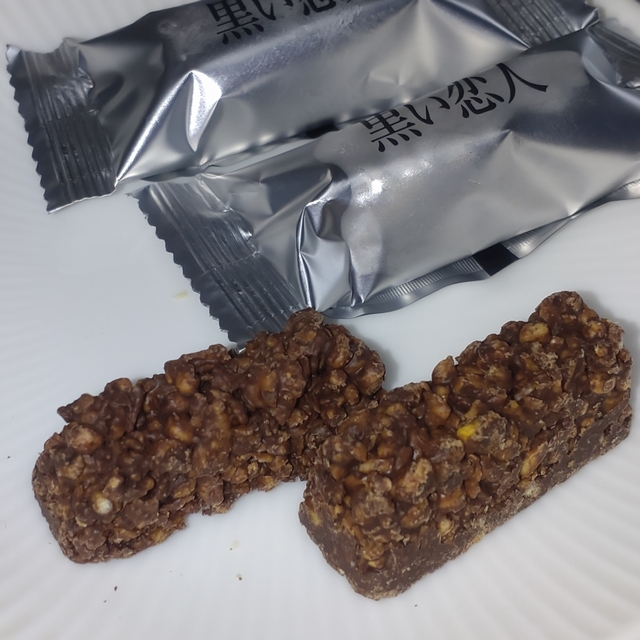
黒い恋人（札幌グルメフーズ）

- ホリのとうきびチョコ - ホリ（砂川市）。認知度が高い製品[1][2]。新十津川町のふるさと商品として開発された[6]。パフの軽い食感と優しい甘さが特徴[2]。ホリの主力商品であり、1993年には航空会社の機内菓子にも採用された[7]。モンドセレクションの菓子部門で、2000年、2001年、2002年に金賞を受賞した[8][9]。この他に夕張メロン、北海道イチゴ、ハイミルク、プレミアムがある。
- 元祖とうきびチョコ ホワイト - スノーベル（砂川市）。1985年、販売開始。2005年、パッケージをリニューアル。乾燥させたトウモロコシを高圧でパフにし、それを細かく粉砕したローストアーモンドを混ぜ込んだ液状のホワイトチョコレートでコーティングし四角い棒状に成形。おこしに近い食感と、トウモロコシ本来の甘みや風味により、ホリと並んで人気が高い[2]。元祖とうきびチョコ スイート（2004年6月、販売開始）や焼きとうきびチョコ（札幌市名物の焼きとうきびをイメージ）もある。
- 北海道チョび - 昭和製菓（函館市）。フリーズドライにしたトウモロコシの粒にチョコレートをコーティングした粒状のもの。2009年より、メディアで芸能人が紹介するなどの機会が増加して知名度が向上し、翌2010年8月までに前年同期比3.3倍の約20万個を売り上げた[10]。同2010年10月からは、セブン-イレブンで全国発売された[10]。郷土色のある優れた観光土産品を選定する「函館圏優良土産品推奨会」では、2009年に函館商工会議所会頭賞[11]、2010年に函館市長賞に選ばれた[12]。
- メロン熊のとうきびチョコ - 北海道物産センター夕張店（夕張市）。ご当地キャラクター「メロン熊」をパッケージに起用したもの。
- ゆめ咲く咲く - 北菓楼（砂川市）
- 黒い恋人 - 札幌グルメフーズ（札幌市）。旭川市特産の黒豆をチョコレートに練り込んだもの[13]。
- 北海道とうきびコーン クランチチョコ - ロマンス製菓（津別町）
- 北海道とうきびチョコ - ノース・クレール（滝川市）
- sapporoレンガ館のとうきびチョコレート - ファクトリーメセナ（札幌市）。半球形の形状。